# Uloborus inaequalis
Uloborus inaequalis là một loài nhện trong họ Uloboridae.
Loài này thuộc chi Uloborus. Uloborus inaequalis được Wladislaus Kulczynski miêu tả năm 1908.